# Georg Graf (Orientalist)
Georg Graf (* 15. März 1875 in Munzingen; † 18. September 1955 in Dillingen an der Donau) war ein deutscher Orientalist. Er war einer der bedeutendsten Vertreter der Wissenschaft vom Christlichen Orient.

## Leben und Werk
Nach dem Studium am Lyzeum in Dillingen wurde er 1898 zum Priester geweiht. Bis 1930 war er vorwiegend in der Seelsorge tätig. Im Jahr 1905 promovierte er in München zum Dr. phil. mit einer Studie der christlich-arabischen Literatur. Durch diese Arbeit entstand sein Kontakt zu der Zeitschrift al-Machriq, begründet durch Louis Cheikhô. In den Jahren 1910 und 1911 hielt er sich in Jerusalem auf und studierte dort christliche Literatur in Klöstern, verbunden mit einem Kurzaufenthalt in Beirut.
Im Jahr 1918 erwarb er den Doktorgrad der Theologie an der Universität in Freiburg mit einer Arbeit über Marqus Ibn al-Qunbar (Ein Reformversuch innerhalb der Koptischen Kirche im zwölften Jahrhundert), die im Jahre 1923 veröffentlicht wurde. Weitere Forschungsaufenthalte in Ägypten, Syrien und Palästina folgten. Im Jahr 1930 wurde er zum Honorarprofessor für christlich-orientalische Literaturen an der theologischen Fakultät der Universität München ernannt. Im Jahr 1946 wurde er zum Päpstlichen Hausprälaten ernannt.
Insgesamt veröffentlichte Graf über 270 Bücher, Artikel und Publikationen über den christlichen Orient. Er publizierte eine große Anzahl an bis dato unveröffentlichten arabischen Werken. Er war lange Zeit Herausgeber der arabischen Serie des Corpus Scriptorum Christianorum Orientalium und der Zeitschrift Oriens Christianus. Als sein Hauptwerk darf die fünfbändige Geschichte der christlichen arabischen Literatur  gelten (Vatikanstadt 1944–1953).
Georg Grafs Nachlass befindet sich heute in München, ein Teil davon in der Bayerischen Staatsbibliothek.

## Schriften
- Geschichte der christlichen arabischen Literatur. Biblioteca Apostolica Vaticana, Città del Vaticano 1944–1953 (Digitalisat, 5 Bände).
  - Spanisch: Historia de la literatura árabe cristiana. vol. 1: Las traducciones. Biblioteca de Autores Cristianos, Madrid 2017, ISBN 978-84-220-1986-2.
- Die christlich-arabische Literatur: bis zur fränkischen Zeit (Ende des 11. Jahrhunderts); eine literarhistorische Skizze (= Strassburger theologische Studien; 7,1). Herder, Freiburg im Breisgau 1905.
- Georg Graf (Verfasser), Hubert Kaufhold (Hrsg.): Christlicher Orient und schwäbische Heimat ; kleine Schriften ; anläßlich des 50. Todestages des Verfassers (= Beiruter Texte und Studien; 107). Ergon, Würzburg 2005, ISBN 3-89913-488-5.